# Palma Sola (Jujuy)
Pour les articles homonymes, voir Palma Sola.
Palma Sola est une ville et une municipalité argentine située dans la province de Jujuy et dans le département de Santa Bárbara. Elle est située sur la route provinciale RP 6, à 159 km de San Salvador de Jujuy.
Le dernier recensement argentin de 2010 recensait 5 093 habitants ce qui, comparé au résultat du recensement argentin de 2001 (5 318), montre une baisse de la population de 4,23 %.

## Tourisme
- Fêtes patronales en l'honneur de la Virgen del Valle : Elle est fêtée chaque année le 26 avril[3].

- Réserve naturelle de Las Lancitas : Des secteurs intéressants peuvent être visités depuis Palma sola ou paraje Villa Monte presque à la limite de la réserve Las Lancitas. L'hébergement et le camping sont proposés, ainsi que des visites guidées et des promenades à cheval, des randonnées, l'observation des oiseaux et de la faune[4].

- Festival provincial du Gaucho : Annuellement, un jour variable en décembre[5].

- Cartographie des risques géologiques : Le Servicio Geológico Minero Argentino a étudié avec Estudios de Detalle l'Aluvión de Palma Sola, publiée dans : Serie Contribuciones Técnicas, Peligrosidad Geológica N.º3[6]. La dernière alluvion non naturelle s'est produite le 4 avril 2001[7].

## Religion
| Diocèse  | Jujuy                    |
| -------- | ------------------------ |
| Paroisse | Nuestra Señora del Valle |